# الجامع الكبير (صفاقس)
الجامع الكبير بصفاقس هو أوّل الجوامع إنشاءًا في مدينة صفاقس، ويعود تاريخ بنائه إلى نفس سنة بناء سور المدينة أي 235 هـ / 849 م.
بُنِيَ في عصر الدّولة الأغلبيّة الّتي حكمت إفريقية في القرن التّاسع للميلاد، وتحديدا في فترة قضاء الإمام سحنون على القيروان.

## موقع الجامع
يقع الجامع الكبير في مركز مدينة صفاقس العتيقة، فهو يحتلّ وسطها تماما. ممّا جعل من تخطيط مدينة صفاقس مشابها تماما لتخطيط الكوفة، أولى الحواضر الإسلاميّة.
منذ تشييده، كانت تحيط به أهمّ الأنهج والأسواق في المدينة، ولا تزال إلى اليوم تحافظ على قيمتها الاقتصاديّة. نذكر من الأنهج خاصّة نهج الجامع الكبير ومن الأسواق سوق الرّبع.

## تاريخ الجامع
مع تغيّر الأحوال والحكّام في مدينة صفاقس، طرأت على الجامع الكبير تحويرات عديدة، وهذه أهمّ المحطّات الّتي مرّ بها :

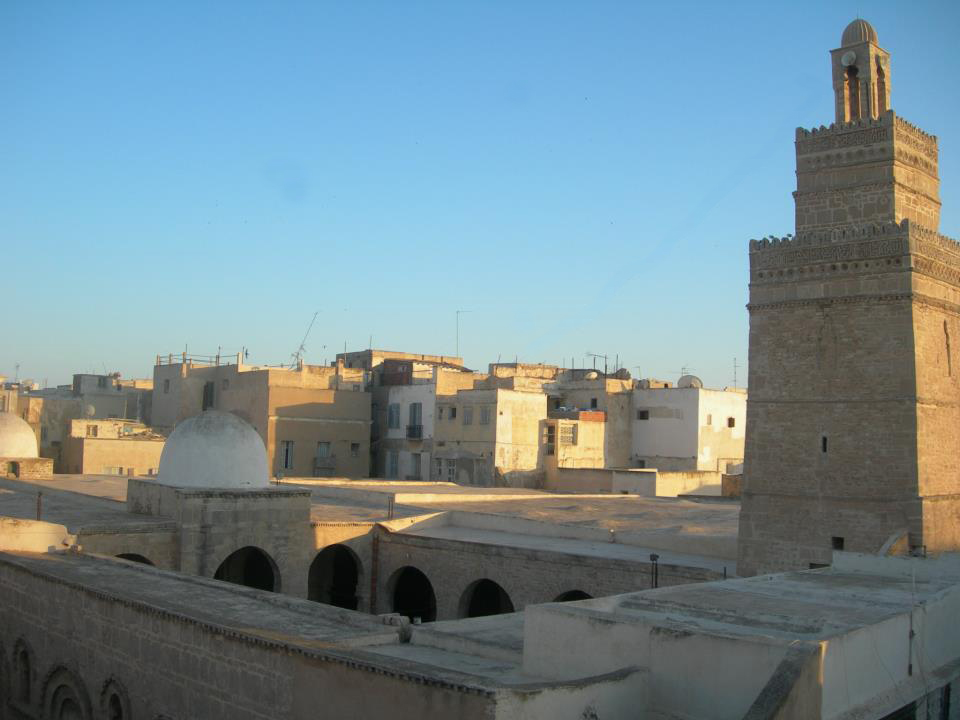
سطح جامع صفاقس الكبير

### تأسيس الجامع
بدأ بناء الجامع بالتّزامن مع بناء سور مدينة صفاقس سنة 235 هـ / 849م باستعمال الطّين والطّوب، وقد كان ذلك في فترة تولّي علي بن سالم البكري القضاء على مدينة صفاقس، وفي فترة تولّي الإمام سحنون القضاء في القيروان. وبعد حوالي 10 سنوات، أي سنة 859م، تمّ تجديده بالكلس والطّين، وقد كان ذلك في فترة حكم أبي إبراهيم أحمد بن الأغلب لإفريقيّة.

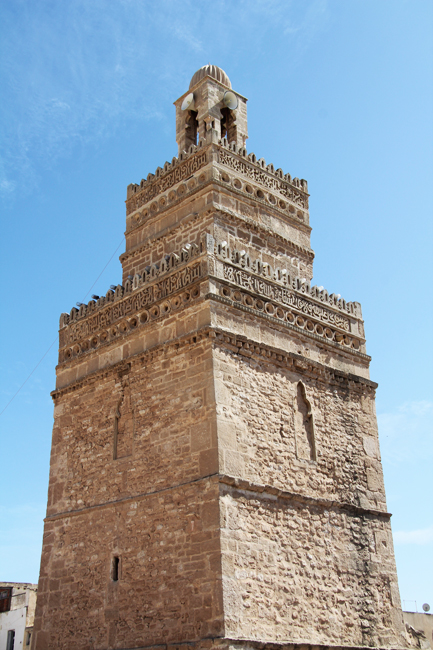
مئذنة الجامع الكبير بصفاقس

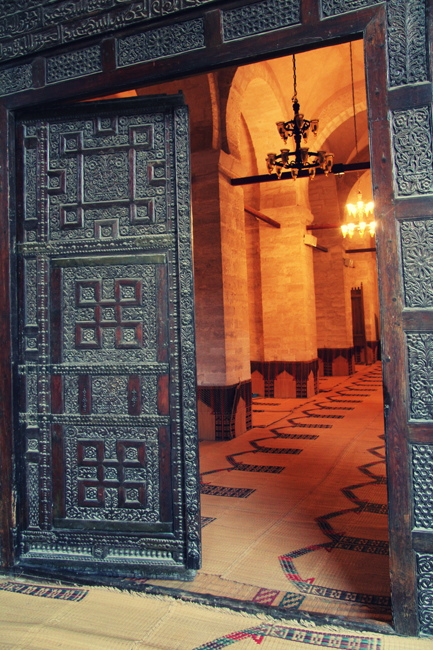
الجامع الكبير بصفاقس - باب قاعة الصّلاة

### العصر الصّنهاجي
أوّل التّحسينات الّتي طرأت على الجامع منذ إنشائه تمّت في عهد الأمير الصّنهاجي أبي الفتوح المنصور في سنة 378 هـ / 988 م. وتمثّلت في بناء القبّة الّتي تعتلي الباب الرّئيسيّ والقبّة الّتي تقابلها في الجهة الجنوبيّة، وتمّ تجديد أغلب أجزاء المسجد، وتمّت تعلية المئذنة لتبلغ حوالي 25م وزخرفتها.
وعندما استقلّ حمو بن مليل البرغواطي بمدينة صفاقس عن حكم الصّنهاجيّين (1059 م - 1100 م)، أجرى بدوره تحسينات أخرى على الجامع الكبير.

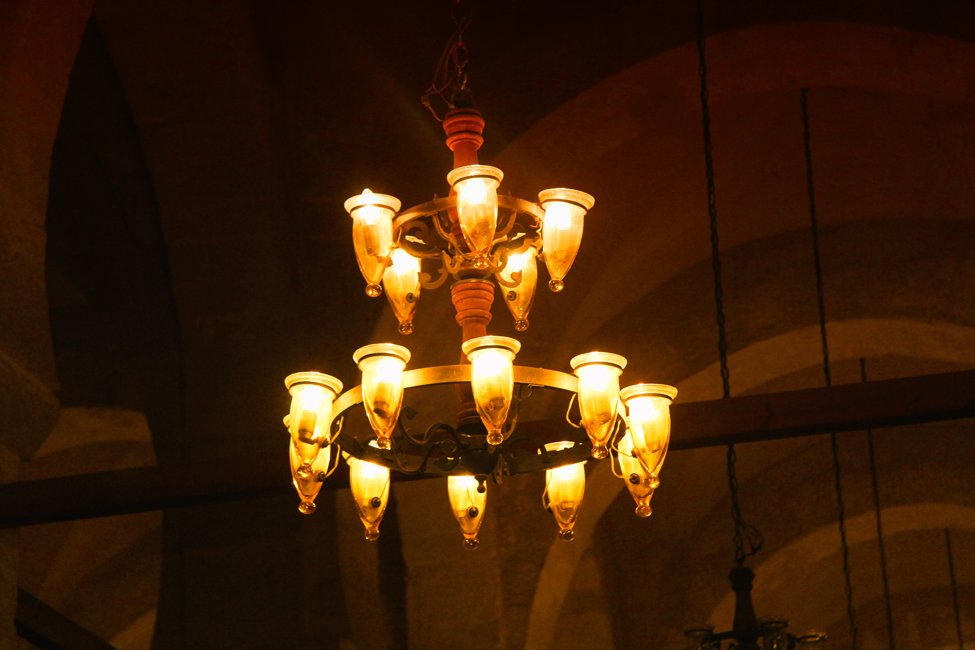
ثريّا بالجامع الكبير بصفاقس

### من القرن 11 م إلى القرن 17 م
في هذه الفترة الطّويلة عرفت مدينة صفاقس سلسلة من الاضطرابات والحروب والصّراعات، فما كان من أصحاب النّفوذ في المدينة إلاّ أن استولوا على الأجزاء الّتي سقطت أو خربت من الجامع فحوّلوها دورا أو دكاكين أو باعوها.

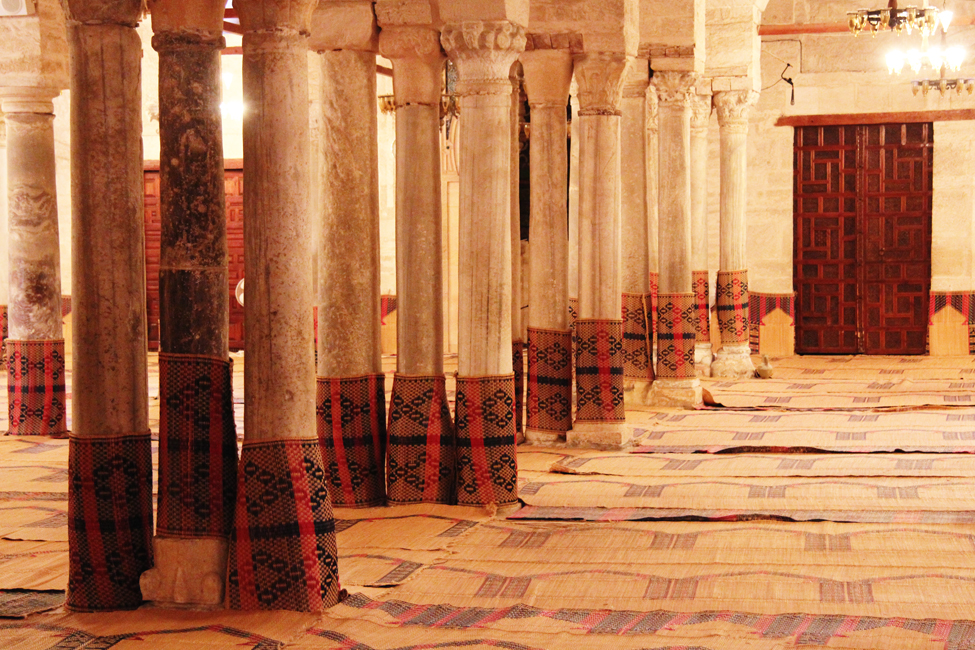
أعمدة الجامع الكبير بصفاقس

### القرن 18
سنة 1702 م، تولّى الإمام الشّيخ عبد العزيز الفراتي إمامة الجامع الكبير، فأنفق عليه من ماله ومن أحباس الجامع حتّى جدّده وأعاد له اعتباره، وصنع له منبرا جديدا. ثمّ استمرّت من بعده الإصلاحات والتّحسينات حتّى سنة 1774 م.

### الاستعمار الفرنسي
ربّما كانت فترة الاحتلال الفرنسيّ أحلك فترة مرّ بها الجامع الكبير منذ تأسيسه. فقد سقطت أوّل قنبلة أطلقها الأسطول الحربيّ الفرنسيّ على صفاقس في فترة حصاره لها سنة 1881 م على مئذنة الجامع. وبعد أن نجح الجنود الفرنسيّون في أخذ المدينة، حوّلوا الجامع إلى ثكنة يبيتون فيها ويغسلون فيها ثيابهم، واستعملوا صحن الجامع كاسطبل يربطون فيه خيولهم.
وفي أثناء الحرب العالميّة الثّانيّة، في سنة 1942 م، سقطت على الجامع قنبلتان أخريان. وقد تولّى المقاول محمّد الطّرابلسي والنّجّار عليّ شاكر جبر الضّرر الّذي سبّبتاه.

### بعد الاستقلال
بعد استقلال تونس، طرأت على الجامع إصلاحات كبرى في مختلف أقسامه، كما تمّ هدم الدّكّة الّتي كانت مقامة بجهته الشّرقيّة لتحميه من تسرّب مياه الأمطار، إذ لم يعد لوجودها لزوم مع تواجد شبكة تصريف المياه.

## الهندسة المعمارية

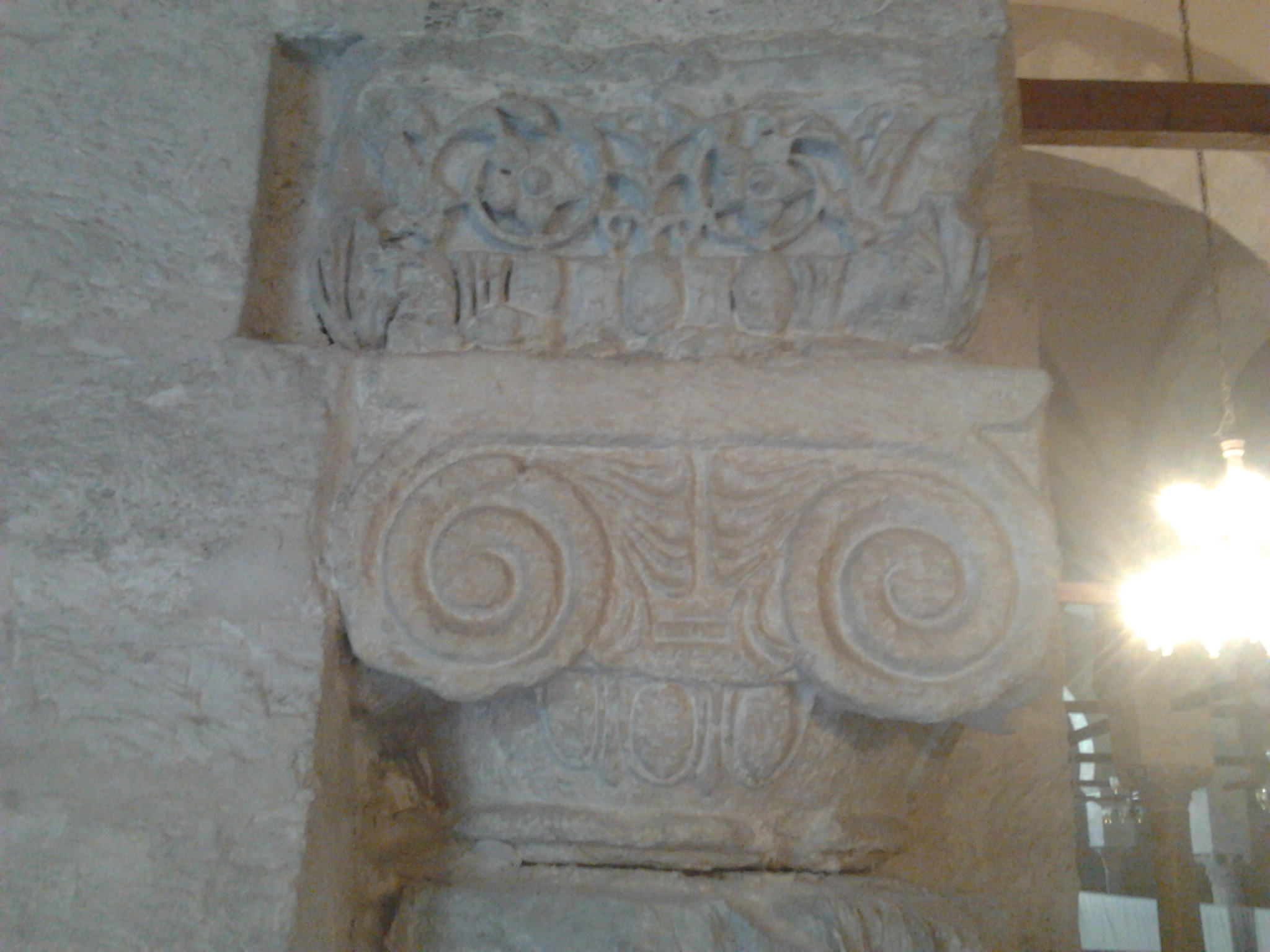
الجامع الكبير بصفاقس

يشغل الجامع شكلا شبه مستطيل مع اعوجاج بسيط من الجهتين الغربية والجنوبية. يبلغ قيس طوليه 52م و 41م و عرضيه 30م و 32م. يتكون الجامع من بيت للصلاة وصحن تحيط به أروقة من جهاته الاربع. وفي الركن الشمالي الغربي للصحن ترتفع مئذنة مربعة الشكل على الطراز القيرواني.

### الصحن
صحن الجامع هو فراغ مستطيل الشكل يبلغ طوله 16.4م و عرضه حوالي 13م.  تحيط به من الجهات الأربعة أروقة ذات أقواس نصف دائرية متجاوزة ترتكز على دعامات. يفضي الرواقان الجنوبي والغربي  على بيت الصلاة عبر عشرة أبواب خشبية منقوشة ذات زخارف هندسية ونباتية دقيقة تسمى أبواب البهور. يتوسط الصحن ماجلان دائريي الشكل لتجميع مياه الأمطار.

### المئذنة
بارتفاع يناهز ال25 متر تنتصب في الركن الشمالي الغربي للصحن مئذنة هرمية الشكل على طراز مئذنة جامع عقبة وهي ذات قاعدة مربعة قيس ضلعها 5.4م و تتكون من ثلاثة أجزاء:  برجان متراكبان ومنور.  تتحلى المئذنة بشرفات مسننة وكتابات كوفية وزخارفـ نباتية وهندسية متنوعة.

### بيت الصلاة
تتكون بيت الصلاة من جزأين متصلين:
_ الجزء الأصلي من الناحية القبلية الذي يعود إلى الفترة الزيرية. يبلغ طوله 38 مترا وعرضه 21 ومترا ويتكون من خمس بلاطات متعامدة مع جدار القبلة. تعلو البلاط المحوري قبتان، واحدة فوق المحراب والأخرى أمام المدخل الرئيسي لبيت الصلاة. يربط بين هذا الجزء والصحن خمسة أبواب تفتح في الرواق الجنوبي.
_ الجزء المستحدث من الناحية الغربية الذي يعود إلى الفترة العثمانية. يربط بين هذا الجزء والصحن خمسة أبواب أخرى تفتح في الرواق الغربي.
بني سقف بيت الصلاة على طريقة الأقبية المتقاطعة المحمولة على أقواس مكسورة ومتجاوزة مرتكزة بدورها على أعمدة وتيجان رخامية مجلوبة من مواقع أثرية قديمة مجاورة.

#### المحراب
يعتبر المحراب الحالي من الإضافات الحديثة نسبيا حيث يعود بناؤه إلى نهاية  القرن الثامن عشر وهو تجويف في حائط القبلة تعلوه نصف قبة مرتكزة على عمودين رخاميين. تزين  المحراب كتابات وزخارفـ نباتية وهندسية من حجارة الكذال والجليز الملون. اكتشف حديثا المحراب الأصلي للجامع الذي يعود إلى الفترة الزيرية.

#### المنبر
يمثل المنبر الحالي تحفة فنية من الخشب المنقوش ويعود تاريخ إنشائه إلى سنة 1714م .

## روابط خارجية
ترشيح مدينة صفاقس العتيقة للانضمام إلى التّراث العالميّ في موقع اليونسكو